# Bauke Mollema
Bauke Mollema (IPA: [ˈbʌukə ˈmɔləmaː]; Groninga, 26 novembre 1986) è un ciclista su strada olandese che corre per il team Lidl-Trek, professionista dal 2008, si è aggiudicato la Clásica San Sebastián 2016 ed il Giro di Lombardia 2019.
Corridore adatto alle corse a tappe ha ottenuto importanti risultati in tutti e tre i Grandi giri, in particolare alla Vuelta a España dove ha conquistato la classifica a punti  e il terzo posto nella classifica generale nel 2011, una tappa nel 2013, ed il Premio della Combattività nell'edizione del 2018.
Nel suo palmarès figurano anche due vittorie di tappa al Tour de France; la prima nel 2017 e la seconda nel 2021.

## Carriera

### Gli esordi e i primi anni dapro
Nato a Groninga ma cresciuto a Zuidhorn, comincia a gareggiare nel ciclismo relativamente tardi, nel 2005, all'età di diciotto anni; in precedenza aveva praticato tra gli altri, per otto anni, il calcio. Nel 2007 corre come Under-23 con il team Rabobank Continental. In quella stagione si mette in luce con le vittorie in una tappa e la classifica generale del Circuito Montañés in giugno e, soprattutto, con il successo nel prestigioso Tour de l'Avenir in agosto. Per il 2008 viene promosso nella prima squadra, la Rabobank, debuttando così tra i professionisti.
Nelle prime due stagioni da pro non consegue risultati di rilievo, eccetto un terzo posto di tappa alla Vuelta a Castilla y León 2008. Nel 2010 partecipa per la prima volta a un Grande Giro, il Giro d'Italia, piazzandosi dodicesimo nella classifica generale e terzo in quella riservata ai giovani. Nell'agosto dello stesso anno ottiene inoltre la sua prima vittoria da professionista, in una tappa del Tour de Pologne, competizione ProTour in cui si classifica al terzo posto finale.

### 2011-2013: l'affermazione e i successi alla Vuelta

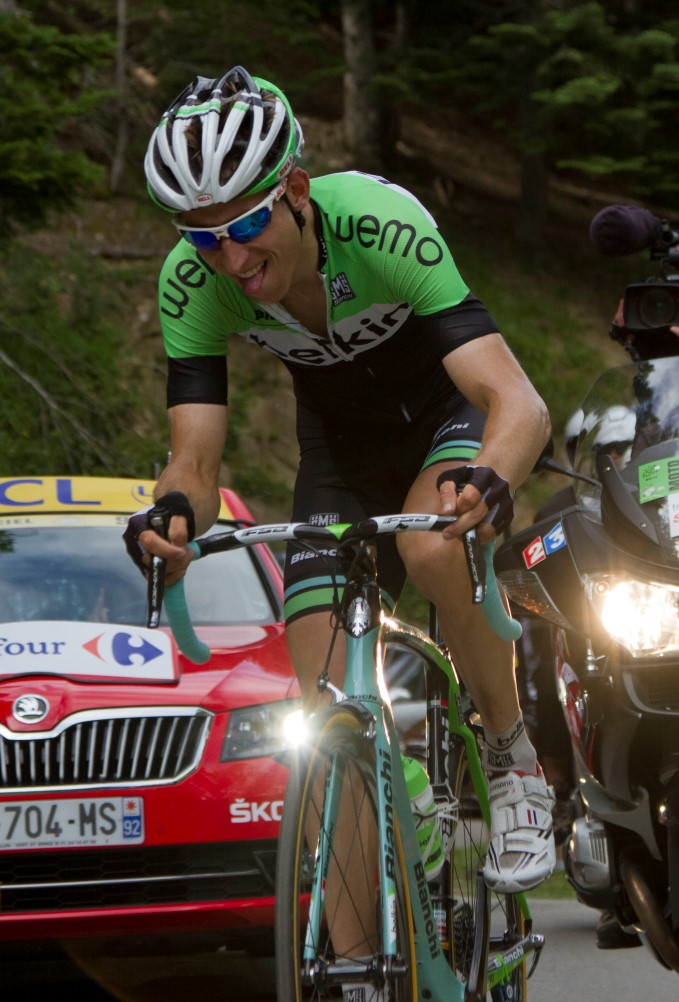
Bauke Mollema in azione durante il Tour de France 2014.

Nel 2011 prende parte prima al Tour de France – si piazza secondo nella tappa con arrivo a Pinerolo – e poi alla Vuelta a España. In questa corsa veste per un giorno la maglia rossa di leader della generale, si classifica al quarto posto finale, a 2'03" dal vincitore Juan José Cobo, e ottiene la vittoria della maglia verde della graduatoria a punti (successivamente, a seguito della squalifica di Juan José Cobo sale al terzo posto). In stagione è anche quinto al Tour de Suisse e secondo al Giro dell'Emilia. Nel 2012 conclude terzo alla Vuelta al País Vasco ed è poi piazzato nei dieci in tutte e tre le classiche delle Ardenne, cogliendo come miglior piazzamento il sesto posto alla Liegi-Bastogne-Liegi. Nella seconda parte di stagione è invece quinto alla Clásica San Sebastián e settimo al Giro di Lombardia.
Nella primavera del 2013 partecipa alla Tirreno-Adriatico e alle classiche delle Ardenne. In giugno si aggiudica la tappa del Tour de Suisse con arrivo a Crans-Montana, concludendo al secondo posto nella graduatoria generale della corsa; successivamente si classifica sesto al Tour de France. In settembre coglie la seconda vittoria stagionale, facendo sua la frazione di Burgos alla Vuelta a España, e si piazza undicesimo in linea ai campionati del mondo di Firenze. I risultati ottenuti durante l'anno gli valgono il Trofeo Gerrit Schulte come miglior ciclista olandese del 2013.
Nel 2014 è protagonista in primavera alle Classiche delle Ardenne, dove si piazza quarto alla Freccia Vallone e settimo alla Amstel Gold Race. Dopo una pausa cerca di ritrovare la migliore condizione in vista del Tour de France, principale obbiettivo della stagione. Partecipa al fine maggio al Tour of Norway e poi al Tour de Suisse concludendoli entrambi al terzo posto della generale. Al Tour però le cose non vanno come previsto e dopo due discrete settimane perde la possibilità di raggiungere le primissime posizioni della classifica generale (la Top 5), concludendo al decimo posto assoluto, preceduto anche dal compagno Laurens ten Dam, ad oltre venti minuti dal vincitore Vincenzo Nibali, dopo una disastrosa cronometro conclusiva. Dopo la delusione del Tour ottiene un secondo posto alla Clásica San Sebastián, dietro lo spagnolo Alejandro Valverde ed ottiene la convocazione per i Campionati del mondo.

### Dal 2015: gli anni alla Trek

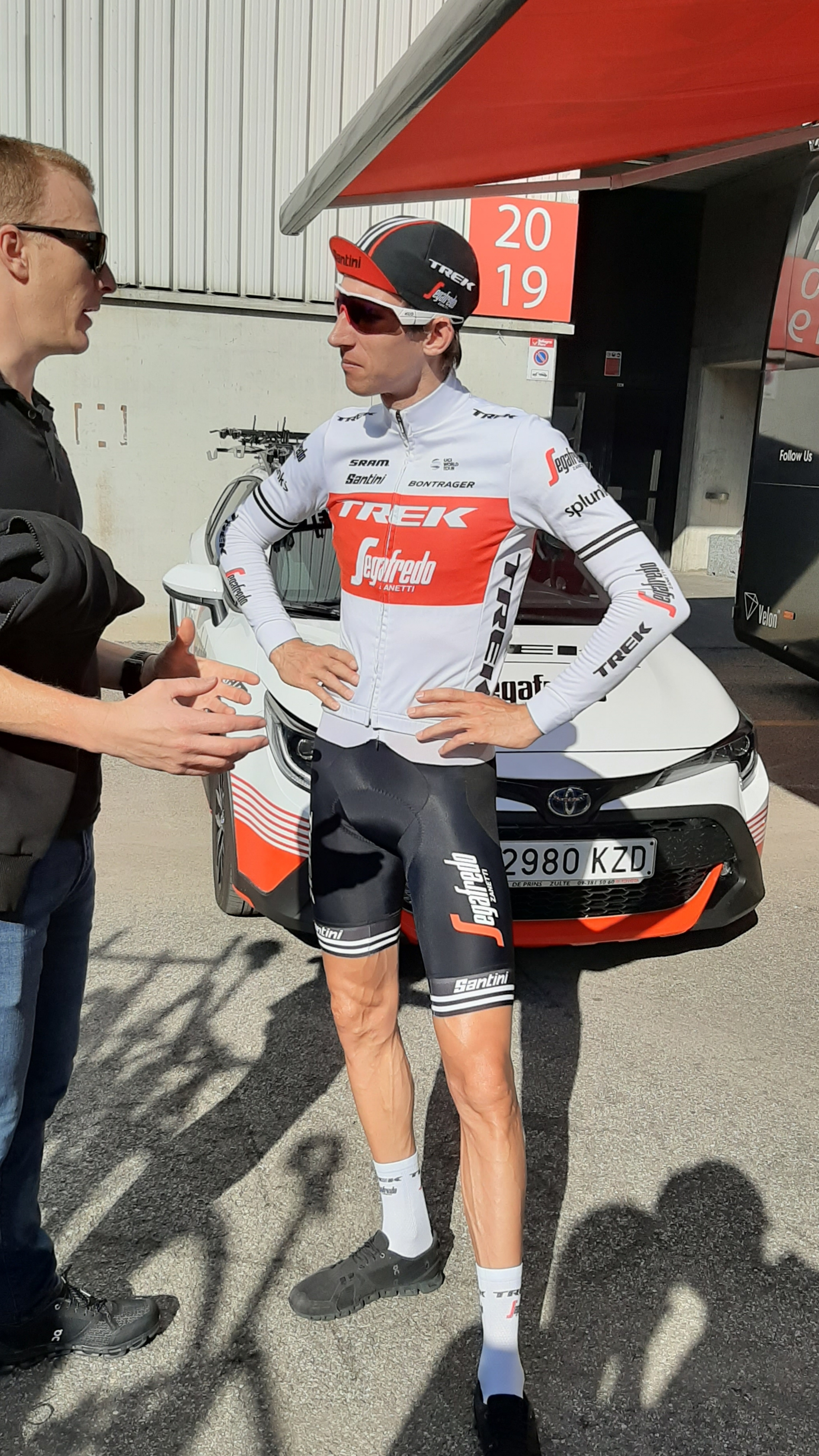
Bauke Mollema alla partenza del Giro dell'Emilia 2019.

Il 2015 lo vede cambiare casacca e passare agli statunitensi della Trek Factory Racing. Dopo una buona Tirreno-Adriatico, conclusa al secondo posto dietro Nairo Quintana, ottiene solo piazzamenti di rincalzo nelle classiche di primavera, mentre al Tour de France riesce a classificarsi al settimo posto finale. Nella stagione successiva si mette in luce ancora al Tour de France, mantenendo la seconda posizione in classifica generale fino alla terza settimana, quando anche a causa di una caduta è costretto a staccarsi e a chiudere undicesimo assoluto. Si aggiudica poi la Clásica San Sebastián, anticipando gli avversari con un'azione personale negli ultimi chilometri di corsa.
Nel 2017, dopo l'arrivo in squadra di Alberto Contador (che sarà il capitano designato per il Tour de France), decide di cambiare il tradizionale programma e tornare al Giro d'Italia con ambizioni di classifica generale. Inizia bene la stagione imponendosi nella classifica finale della Vuelta a San Juan: si piazza sia a cronometro che in salita, conquistando la maglia di leader, conservandola fino a fine corsa. Dopo essersi classificato settimo al Giro d'Italia prende il via del Tour de France con l'obiettivo di vincere una tappa. Ci riesce a Le Puy-en-Velay, traguardo della quindicesima frazione: dopo essere entrato nella fuga decisiva di una trentina di corridori attacca a circa 30 km dal traguardo andando a vincere in solitaria la tappa. Nella seconda parte della stagione partecipa alla Clásica San Sebastián, dove giunge terzo, alle trasferte canadesi del Grand Prix Cycliste de Québec (36º) e del Grand Prix Cycliste de Montréal 2017 (5º), al Giro di Lombardia e al Tour of Guangxi dove giunge seconda nella 4ª tappa e nella generale.
Nel 2018 l'obiettivo di stagione è il Tour de France. In febbraio partecipa alla Volta ao Algarve dove giunge secondo nella seconda frazione e quarto nella generale, mentre in marzo è al via della Parigi-Nizza, senza mettersi mai in luce. La prima vittoria stagionale arriva durante la Settimana internazionale di Coppi e Bartali, dove si impone nella seconda tappa e giungendo secondo in generale, alle spalle di Diego Rosa. In aprile prende parte alla Vuelta al País Vasco (7º in generale) e alla Freccia Vallone (6º sul traguardo del Muro di Huy).

## Palmarès
- 2006 (Team Löwik Meubelen, una vittoria)

2ª tappa Vuelta Ciclista a León (Villaquilambre > Villablino)
- 2007 (Rabobank Continental Team, tre vittorie)

6ª tappa Circuito Montañés (Torrelavega > Monastero di Santo Toribio)
Classifica generale Circuito Montañés
Classifica generale Tour de l'Avenir
- 2010 (Rabobank Cycling Team, una vittoria)

6ª tappa Tour de Pologne (Oświęcim > Terma Bukowina Tatrzańska)
- 2013 (Blanco/Belkin Pro Cycling Team, due vittorie)

2ª tappa Tour de Suisse (Quinto > Crans-Montana)
17ª tappa Vuelta a España (Calahorra > Burgos)
- 2014 (Belkin Pro Cycling Team, una vittoria)

4ª tappa Tour of Norway (Brumunddal > Lillehammer)
- 2015 (Trek Factory Racyng, due vittorie)

Japan Cup
Classifica generale Tour of Alberta
- 2016 (Trek-Segafredo, due vittorie)

Classica di San Sebastián
4ª tappa Tour of Alberta (Edmonton > Edmonton, cronometro)
- 2017 (Trek-Segafredo, due vittorie)

Classifica generale Vuelta a San Juan
15ª tappa Tour de France (Laissac-Sévérac-l'Église > Le Puy-en-Velay)
- 2018 (Trek-Segafredo, due vittorie)

2ª tappa Settimana Internazionale di Coppi e Bartali (Riccione > Sogliano al Rubicone)
Gran Premio Bruno Beghelli
- 2019 (Trek-Segafredo, due vittorie)

Giro di Lombardia
Japan Cup
- 2021 (Trek-Segafredo, tre vittorie)

1ª tappa Tour du Haut-Var (Biot > Gourdon)
Trofeo Laigueglia
14ª tappa Tour de France (Carcassonne > Quillan)
- 2022 (Trek-Segafredo, una vittoria)

Campionati olandesi, Prova a cronometro

### Altri successi
- 2007 (Rabobank Continental Team)

Classifica giovani Circuito Montañés
Classifica giovani Tour de l'Ain
- 2011 (Rabobank)

Classifica a punti Vuelta a España
- 2012 (Rabobank)

Acht van Chaam (criterium)
- 2015 (Trek Factory Racyng)

1ª tappa Tour of Alberta (Grande Prairie, cronosquadre)
- 2018 (Trek-Segafredo)

Premio della Combattività Vuelta a España
- 2019 (Trek-Segafredo)

Campionati europei, Staffetta mista
Campionati del mondo, Staffetta mista
- 2021 (Trek-Segafredo)

Classifica a punti Tour du Haut-Var

## Piazzamenti

### Grandi Giri
- Giro d'Italia

2010: 12º
2017: 7º
2019: 5º
2021: 28º
2022: 26º
2023: 50º
- Tour de France

2011: 70º
2012: ritirato (11ª tappa)
2013: 6º
2014: 10º
2015: 7º
2016: 11º
2017: 17º
2018: 26º
2019: 28º
2020: ritirato (13ª tappa)
2021: 20º
2022: 24º
- Vuelta a España

2011: 3º 
2012: 28º
2013: 52º
2018: 30º
2023: 79º

### Classiche monumento
- Milano-Sanremo

2014: 37º
- Liegi-Bastogne-Liegi

2011: 47º
2012: 6º
2013: 77º
2014: 15º
2015: 35º
2016: 9º
2018: 25º
2021: 8º
2022: 28º
2023: 29º
2024: 13º
- Giro di Lombardia

2008: ritirato
2009: 68º
2010: 12º
2011: ritirato
2012: 7º
2014: 89º
2015: 75º
2016: 19º
2017: 19º
2018: 64º
2019: vincitore
2020: 4º
2021: 20º
2022: 7º
2023: 43º
2024: 12º

### Competizioni mondiali
- Campionati del mondo

Stoccarda 2007 - In linea Under-23: 57º
Copenaghen 2011 - In linea Elite: 62º
Limburgo 2012 - In linea Elite: 48º
Toscana 2013 - In linea Elite: 11º
Ponferrada 2014 - In linea Elite: 18º
Richmond 2015 - In linea Elite: 69º
Bergen 2017 - In linea Elite: 34º
Innsbruck 2018 - In linea Elite: 12º
Yorkshire 2019 - Staffetta: vincitore
Yorkshire 2019 - In linea Elite: ritirato
Fiandre 2021 - Staffetta: 2º
Fiandre 2021 - In linea Elite: 29º
Wollongong 2022 - Cronometro Elite: 25º
Wollongong 2022 - Staffetta: 5º
Wollongong 2022 - In linea Elite: 25º
Zurigo 2024 - In linea Elite: 12º
- Giochi olimpici

Rio de Janeiro 2016 - In linea: 17º
Tokyo 2020 - In linea: 4º

### Competizioni europee
- Campionati europei

Alkmaar 2019 - Staffetta mista: vincitore
Trento 2021 - Staffetta mista: 3º
Trento 2021 - In linea Elite: 17º
Drenthe 2023 - In linea Elite: ritirato